# Котовське (Поліський район)
Котовське (Чубар, Олександрин, Олександрія) — колишнє село в Україні, що знято з обліку у зв'язку з відселенням мешканців унаслідок аварії на ЧАЕС. Входило до складу Поліського району та підпорядковувалось колишній Рагівській сільській раді (нині на території Поліської селищної громади Вишгородського району).
Село розміщувалося за 4,5 км від колишнього районного центру Поліське (Хабне, Кагановичі Перші).

## Історія
На місці села у 2-й половині ХІХ ст. існував фільварок Олександрія. У довіднику «Населені місця Київщини» 1926 року населений пункт згадано як хутір Чубар Волянської сільської ради, де був 31 двір та мешкало 150 мешканців. Зміна назви з Чубар на Котовське відбулася вочевидь 1939 року, коли Чубаря було репресовано.
Підпорядковувалося Рагівській сільській раді Поліського району.
Напередодні аварії на ЧАЕС у селі проживало близько 130 осіб. Село складалося з єдиної прямої вулиці. Станом на 1989 рік населення вже становило 128 осіб.
Село було виселене внаслідок сильного радіаційного забруднення 1992 року та офіційно зняте з обліку 1999 року через відсутність населення. Мешканців села було переселено до сіл Козлів та Жуківка (Броварський район).
Після Чорнобильської катастрофи село увійшло до 30-кілометрової зони відчуження.
З лютого по квітень 2022 року село було окуповане російськими військами внаслідок вторгнення 2022 року.